# Pran Kumar Sharma
|  | Est article tracta sobre l'autor de còmics; si busqueu l'actor homònim, vegeu Pran. |

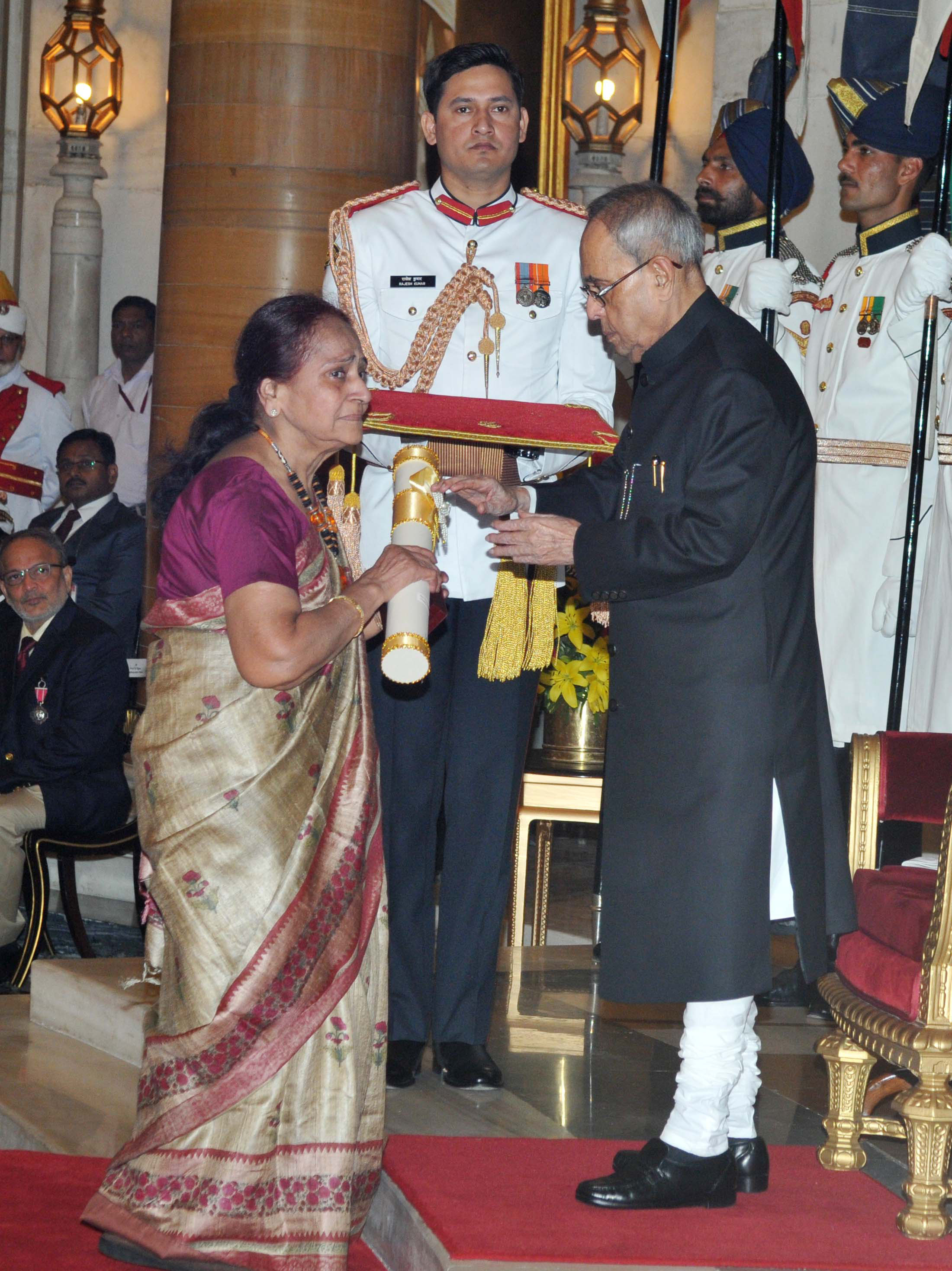
La viuda de Pran recull el Padma

Pran (1938-2014) fon un autor de còmics indi, creador dels personatges Chacha Chaudhary, Raman, Billu i Shrimatiji.

## Biografia
Nascut Pran Kumar Sharma el 1938 a Kasur (Província del Panjab) durant el Raj Britànic —actualment al Panjab (Pakistan)—, Pran visqué quasi tota la vida a l'Índia postcolonial: el 1960 començà a treballar en el diari Milap a Delhi, per al qual creà la tira còmica Daabu.
El 1969 creà el seu personatge més reeixit, Chacha Chaudary (tio Chaudhary), publicat per primera volta en la revista Lotpot, en resposta al poc ressò dels autors indis front als còmics occidentals: el vell Chaudhary amb el seu turbant roig i el forçut Sabu, vingut del planeta Júpiter i vergonyós amb les dones, protagonitzaren històries amb elements típics com el criquet o els chapati; el 2013 feu un còmic per a la BBC índia en el qual Sabu viatja al planeta Mart.
| « | Cada família té el seu savi vellet. El vell solventa els problemes amb trellat, però amb un toc d'humor. L'humor és la base del meu còmic. | » |

Chaudary i Sabu esdevingueren els dos personatges de còmic més populars de l'Índia, per la qual cosa Pran era conegut com «el Walt Disney indi»: les seues creacions es publicaven en quaranta-cinc diaris indis i han sigut recopilats en quatre-cents àlbums; Chacha Chaudary també fon adaptat a sèrie d'animació amb més de sis-cents episodis, emesos sis dies a la setmana pel canal Sahara ONE; Pran rebé el guardó Home de l'Any 1995, per la seua contribució a popularitzar el còmic al seu país,
i l'Institut Indi de Dibuixants li atorgà el guardó honorífic a la trajectòria en 2001.
Pran morí el 2014, als setanta-cins anys, a un hospital de districte de Gurgaon, on estava ingressat per l'empitjorament d'un càncer de colon; deixà viuda, un fill i una filla i fon incinerat l'endemà a Punjabi Bagh.
L'any següent, la viuda de Pran rebé en el seu nom un dels Premis Padma, lliurat pel President de l'Índia, Pranab Mukherjee; el 2018, la productora Toonz Media Group anuncià la realització d'una nova sèrie animada en anglés de vint-i-sis capítols de vint-i-dos minuts cada un.